# Park Ha-jun
Park Ha-jun (n. 19 aprilie 2000, Yangyang-eup⁠(d), Gangwon-do, Coreea de Sud) este un trăgător de tir ce a reprezentat Coreea de Sud, medaliat olimpic. A participat la o ediție a Jocurilor Olimpice (2024) în care a câștigat o medalie de argint.

## Participări
Lista de mai jos prezintă principalele competiții la care a participat Park Ha-jun de-a lungul carierei.
- Tir la Jocurile Olimpice de vară din 2024 - pușcă cu aer comprimat 10m (mixt)